# Louis-François Pinagot
Louis-François Pinagot (1798-1876) est un sabotier français. Il est connu pour avoir été sorti de l’anonymat par l'historien Alain Corbin, auteur en 1998 d'une « biographie impossible » du personnage, Le Monde retrouvé de Louis-François Pinagot, complétée la même année par un article de Jacques Rémy dans Ruralia, « Partage égalitaire et ventes aux enchères au siècle de Louis-François Pinagot », puis en 2023 par Yann Bouvier dans un chapitre de Microcosmes. L'histoire de France à taille humaine, roman graphique préfacé par Alain Corbin.

## Biographie
Fils de Jacques Pinagot, un voiturier établi à la Haute-Frêne et qui exploite un bordage, et de Jeanne Cottin, Louis-François Pinagot naît le 20 juin 1798, « sur les trois heures du soir ». Il grandit près de ses trois sœurs (dont on sait peu de choses) et mesure 1 m 66, ce qui est relativement grand pour son époque. Séparée de son époux, qui est parti vivre avec sa maîtresse (d'où la naissance d'un demi-frère, Jacques-Louis, en 1835), sa mère s’installe au bourg de La Perrière. Son père se remarie ensuite avec sa seconde compagne, organisant par contrat, selon Jacques Rémy, un véritable « dépouillement » des enfants de son premier lit.
Analphabète, Louis-François devient sabotier.
Demeurant à Origny-le-Butin, il s’installe à l’Hôtel-Migné, près de la forêt domaniale de Bellême. Il ne quitte sa commune qu’une fois, au lendemain de son mariage, pour un bref séjour à Saint-Martin-du-Vieux-Bellême.
Au conseil de révision, il tire le no 55, ce qui lui permet de se marier jeune. Son beau-père, Louis Pôté, est un cultivateur « aisé ». Son épouse Anne — avec qui il se marie à 20 ans, le 7 juillet 1818, alors qu’elle est son aînée de 18 mois — est originaire d’Appenai, et s’était installée chez les parents de Louis-François ; d’abord cultivatrice, elle devient ensuite fileuse. Alain Corbin remarque qu’elle demeure « très mystérieuse ». Louis-François est fréquemment appelé « Pinagot-Pôté », ce qui semble signer pour Corbin une certaine proximité avec sa belle-famille. Anne et Louis-François ont huit enfants : Louis-François (1819), qui reçoit le même prénom que son père et devient domestique puis sabotier lui aussi, avant d’être élu conseiller municipal d’Origny-le-Butin en 1871 ;  ; Pierre-Théodore (1823), journalier puis sabotier comme son père ; Eugène (1825), là encore sabotier ; Anne (1827), épouse Renaud ; Françoise (1830), fileuse dont on ignore longtemps la situation matrimoniale jusqu'à la découverte par Yann Bouvier de son acte de décès établi en 1860 à Mamers où elle apparait domestique et non mariée, mal-prénommée "Louise" ; Évremont (?), mort lors de son service militaire en 1854 ; Julienne-Philomène (1837), gantière, épouse Bourdin ; et Victor-Constant (1841), dernier sabotier de la fratrie.
Il fait son service dans la classe 1818, puis vote à partir de 1830 pour l’élection des officiers et des sous-officiers de la garde nationale. Il intègre lui-même la compagnie d’Origny, mais n’a pas d’équipement.
En 1831, il est exempté de la « cotisation mobilière » par le conseil municipal, et dispensé de « corvée », du fait de ses faibles ressources. En 1839, il apparaît dans le recensement des fidèles opéré par le curé Pigeard comme « pauvre » sabotier. Il possède toutefois une vache, probablement acquise parmi les biens de son défunt beau-père. En 1841, il est carrément jugé « indigent ». Chargé de 7 enfants, il demeure dans une grande précarité une fois veuf, à 47 ans. Il souffre surtout de la misère entre 1846 et 1848. Mais il réussit à en sortir, vers 1855, appuyé par ses enfants, qui s’établissent peu à peu, et dans un contexte d’essor de la saboterie.
Il s’établit en 1842 à la Basse-Frêne dans une maison localisée par Yann Bouvier (aujourd'hui en mauvais état), et non en 1865 comme le pensait Alain Corbin . C'est une maison de 85 mètres carrés dotée d’un jardin et de deux ouvertures, qu’il achète à Jean Trouillet ; il y vit seul, tout en restant à proximité des divers ménages de ses enfants.
Lors des élections municipales de 1859, il utilise pour la première fois son droit de vote acquis en 1848, sans qu’on sache pour qui il s’est prononcé. Il vote aussi en 1868, ainsi qu’aux législatives de l’année suivante. Le 5 mai 1870, il signe d’une croix une pétition adressée au conseil municipal d’Origny à propos d’un projet de construction forestier : c’est la seule trace écrite, jugée « ample et malhabile » par Corbin, que nous possédions de lui.
Il meurt chez lui à la Basse-Frêne, « muni du sacrement de pénitence », le 31 janvier 1876. Le 2 avril suivant, le notaire Alfred Aunet fait procéder à l'inventaire de ses biens mobiliers. Jacques Rémy juge l'inventaire « riche d'enseignements ». Il doit aussi pour 70 francs de pain au boulanger du Gué-de-la-Chaîne. La vente se tient dans la foulée, qui produit 100 francs de revenus aux héritiers, soit 40 de plus que ce qui avait été estimé par l'officier ministériel, et se traduit même par une petite « bataille d'enchères ». 21 acheteurs s'y manifestent. Un autre acte règle ensuite la vente de la maison, qui se conclut par 6 parts d'héritage de 300 francs.

## Postérité
En 2004, Christian Geffroy-Schlittler crée une agence de théâtre portant son nom.